# Müllers Pinzettfisch
Müllers Pinzettfisch (Chelmon muelleri) ist eine Art aus der Familie der Falterfische.

## Merkmale
Müllers Pinzettfisch erreicht eine maximale Länge von 20,5 Zentimetern.
Der Fisch hat einen silbrig-weißen, hochrückigen und seitlich abgeflachten Körper. Dieser wird von fünf dunklen, senkrechten Bändern überzogen, die bis auf ein schwarzes Band am Ansatz der Schwanzflosse dunkelbraun sind. Das erste Band verläuft im Anschluss an die ausgezogene, röhrenförmige Schnauze durch das Auge des Fisches und das zweite Band über den Ansatz der Brustflosse. Das dritte Band zieht sich über die Körpermitte des Fisches und nach ihm geht die Grundfarbe seines Körpers von silbrig-weiß zunehmend in orange bis braun über. Das vierte Band verläuft nahe dem Ansatz der Schwanzflosse bis zum hinteren Teil der Rückenflosse, wo sich auch ein schwarzer Augenfleck befindet, der die Fische vor Fressfeinden schützt. Sowohl die Rückenflosse als auch die Schwanzflosse sind durchsichtig. Im Verlauf der Entwicklung zum ausgewachsenen Müllers Pinzettfisch bildet sich ein deutlich sichtbarer Höcker auf dem Kopf des Fisches.
- Flossenformel: Dorsale IX–X/26–30, Anale III/18–21[1]

## Verbreitung
Müllers Pinzettfisch ist in den tropischen marinen Gewässern Nordaustraliens endemisch: Der Fisch kommt von den Kimberley Inseln in Western Australia bis zum südlichen Great Barrier Reef in Queensland vor.

## Vorkommen und Verhalten
Müllers Pinzettfisch kommt sowohl in flachen Küstenriffen mit spärlichem Korallenbewuchs als auch in Ästuarien vor. Die Küstenriffe, in denen Müllers Pinzettfisch vorkommt, zeichnen sich entweder durch einen schlammigen Untergrund oder starken Algenbewuchs aus. Der Fisch hält sich in einer Tiefe von 1 bis 20 Metern auf.
Müllers Pinzettfisch ernährt sich von Würmern, Krebsen und anderen Krustentieren. Die Fische sind getrenntgeschlechtlich und eierlegend, wobei die Befruchtung außerhalb des Körpers stattfindet. Zur Fortpflanzungszeit sind Müllers Pinzettfische paarweise anzutreffen. Die Fische sind ziemlich widerstandsfähig, was sich darin widerspiegelt, dass sich ihre Population in weniger als 15 Monaten verdoppelt.

## Taxonomie und Benennung
Müllers Pinzettfisch wurde zuerst 1879 vom deutschen Zoologen Carl Benjamin Klunzinger formell beschrieben, wobei als Typenfundort Port Darwin im Northern Territory angegeben wurde. Das Artepitheton ehrt den deutschen Geographen und Botaniker Ferdinand von Mueller.

## Gefährdung
Müllers Pinzettfisch wird selten für den Aquarienhandel gefangen. Dies scheint keine schwerwiegenden Auswirkungen auf die Population zu haben. Die IUCN stuft Müllers Pinzettfisch als nicht gefährdet ein.